# Monuments culturels du district de Kosovo-Pomoravlje
Cet article recense les monuments culturels du district de Kosovo-Pomoravlje en Serbie et au Kosovo (point de vue serbe).

## Liste
| ID      | Monument                                               | Adresse                      | Municipalité                | Datation                      | Photo |
| ------- | ------------------------------------------------------ | ---------------------------- | --------------------------- | ----------------------------- | ----- |
| SK 1375 | Église Sainte-Barbe de Kmetovce                        | 42° 29′ 26″ N, 21° 31′ 18″ E | Gnjilane (Kmetovce)         |                               |       |
| SK 1390 | Église de la Présentation de la Mère-de-Dieu à Vaganeš |                              | Kosovska Kamenica (Vaganeš) |                               |       |
| SK 1391 | Monastère de Rđavac                                    |                              | Kosovska Kamenica (Močare)  | XIVe siècle                   |       |
| SK 1393 | Forteresse de Markovac                                 | 42° 37′ 00″ N, 21° 25′ 54″ E | Novo Brdo                   | Seconde moitié du XIVe siècle |       |
| SK 1509 | Monastère Saint-Michel de Buzovik                      | 42° 17′ 15″ N, 21° 23′ 31″ E | Vitina (Buzovik)            |                               |       |